# Hedwig Heyl
Hedwig Heyl z domu Crüsemann (ur. 5 maja 1850 w Bremie, zm. 23 stycznia 1934 w Berlinie) – niemiecka polityczka, działaczka na rzecz praw kobiet, przedsiębiorczyni i założycielka instytucji społecznych.

## Życiorys
Była córką handlarza Eduarda Crüsemanna, współzałożyciela przedsiębiorstwa żeglugowego Norddeutscher Lloyd, i Henriette Böhm. W styczniu 1869 jako osiemnastolatka została żoną producenta farb z Charlottenburga, Georga Heyla (1840–1889). Mieli pięcioro dzieci.
Wraz z Henriette Schrader, której była uczennicą, i przy wsparciu męża założyła przedszkole dla dzieci pracowników rodzinnej fabryki – Pestalozzi-Froebel-Haus. Była entuzjastką edukacji w duchu fröblowskim. Stworzyła zaplecze socjalne w fabryce. Jako pierwsza w Berlinie zainstalowała w fabryce prysznice, osobiście sprawdzała, czy pracownice fabryki dbają o higienę i odpowiednio wcześniej zauważają objawy chorób. Heyl założyła lub współzałożyła Stowarzyszenie Pomocy Domowej. Stworzyła system systematyczego kształcenia domowego (cotygodniowego i opiekuńczego).
W 1884 Heyl rozbudowała placówkę o szkołę kucharsko-gospodarczą dla kobiet. Młodzieżowe ośrodki wychowawcze, które powstały najpierw dla chłopców, potem dla dziewcząt, uczyły podstawowego rzemiosła i sprzątania. Z nich w Charlottenburgu wykształcił się ośrodek młodzieżowy pod kierunkiem dawnej uczennicy Hedwig, Anny von Gierke. Pracowała tu m.in. Edith Geheeb.
Heyl włączyła się w działalność ruchu kobiecego. Dążyła do profesjonalizacji gospodarstwa domowego. Wierzyła, że edukacja domowa kobiet powinna wykraczać poza przyswajanie tradycji, także kulinarnych, a obejmować też kwestie budżetowe i żywieniowe oraz opiekę i wychowanie dzieci. Bestsellerem okazała się jej książka z 1885, Das ABC der Küche. Heyl prawdopodobnie jako pierwsza opierała naukową wiedzę o żywieniu na praktyce codziennego gotowania. Do 1939 książka była 11 razy wznawiana.
Po śmierci męża w 1889 na 7 lat przejęła kierownictwo fabryki, jednocześnie kontynuując dotychczasowe działania i podejmując nowe. W 1890 Heyl otworzyła pierwszą szkołę ogrodniczą dla kobiet w Berlinie-Marienfelde. W 1904 była jedną z współorganizatorek Międzynarodowego Kongresu Kobiet w Berlinie, a w 1908 Międzynarodowej Wystawy Sztuki Ludowej. W 1905 była członkinią założycielką Lyceum Club Berlin, pierwszego międzynarodowego klubu kobiecego w Niemczech z oddziałem w Londynie. W 1910 na 10 lat została przewodniczącą Stowarzyszenia Kobiet (oddziału Niemieckiego Towarzystwa Kolonialnego). Celem stowarzyszenia było uczynienie z Afryki Południowo-Zachodniej kolonii niemieckiej. W 1912 była organizatorką wystawy „Die Frau in Haus und Beruf” („Kobieta w domu i pracy”) na terenach wystawowych Ogrodu Zoologicznego w Berlinie.
Kiedy wybuchła I wojna światowa, Heyl przejęła kierownictwo programu żywnościowego w ramach ruchu kobiecego (Nationaler Frauendienst). W sierpniu 1914 uratowała obfite zbiory owoców z wielu małych prywatnych ogrodach w Berlinie, organizując ich przetwórstwo na dżemy. W 1915 była jedną z założycielek Związku Gospodyń Domowych Niemieckich. W 1916 organizowała wyżywienie ludności Berlina w formie jadłodajni. Była nazywana „Hindenburgiem kuchni”. Jej książka Das ABC der Küche była bezpłatnie rozpowszechniana. Pisała też teksty uświadamiające potrzeby żywieniowe w okresie wojny.
W 1920 została uhonorowana tytułem doktora honoris causa Wydziału Medycznego Uniwersytetu w Berlinie za zasługi dla nauki o żywieniu. Była pierwszą kobietą wyróżnioną tym tytułem.
Należała do umiarkowanego burżuazyjnego ruchu kobiecego. Blisko jej było do lewego skrzydła narodowych liberałów. W 1919 została członkinią rady Charlottenburga z ramienia Niemieckiej Partii Ludowej. W latach 1910–1920 Stowarzyszenie Kobiet (oddział Niemieckiego Towarzystwa Kolonialnego), którego była przewodniczącą, zwalczało małżeństwa między Niemcami a ludnością w koloniach. W duchu rasistowskim Heyl pisała o wysyłaniu do kolonii odpowiednich dziewcząt. W 1933 była entuzjastycznie nastawiona do Adolfa Hitlera i nazistowskiej teorii rasowej.
Została pochowana w Luisenfriedhof II.

## Prace
- Das ABC der Küche, Berlin 1885
- Volks-Kochbuch für Schule, Fortbildungsschule und Haus, Neu-Babelsberg, 1905
- Diverse Beiträge w Kolonie und Heimat. Vereinsblatt des Frauenbundes der Deutschen Kolonialgesellschaft
- Kleines Kriegskochbuch, Berlin 1914
- Bratbüchlein für Rost- und Pfannengerichte zum Braten auf der ges. gesch. Rostpfanne »OBU«, Berlin-Steglitz, 1917
- Aus meinem Leben, Berlin 1925
- Hauswirtschaft – Dünnhaupts Studien- und Berufsführer; Band 18, Dessau 1927
- Diätküche, Berlin 1929.

## Upamiętnienie
Od 1995 jest upamiętniona tablicą na ścianie budynku stojącego w miejscu jej dawnego domu w berlińskiej dzielnicy Westend. Inna tablica pamiątkowa znajduje się w dzielnicy Schöneberg.
Istnieje kilka ulic jej imienia, np. w Bremen-Schwachhausen.
Do 1999 jej imię nosiły szkoły zawodowe Berty Jourdan we Frankfurcie nad Menem oraz szkoła zawodowe Alice Salomon ds. zdrowia i spraw społecznych w Hanowerze.
W 2015 w Oldenburgu zdecydowano o usunięciu jej imienia jako patronki jednej z ulic ze względu na zaangażowanie w narodowy socjalizm.